# Tetramorium sericeiventre
Tetramorium sericeiventre är en myrart som beskrevs av Carlo Emery 1877. Tetramorium sericeiventre ingår i släktet Tetramorium och familjen myror. Inga underarter finns listade i Catalogue of Life.

## Bildgalleri

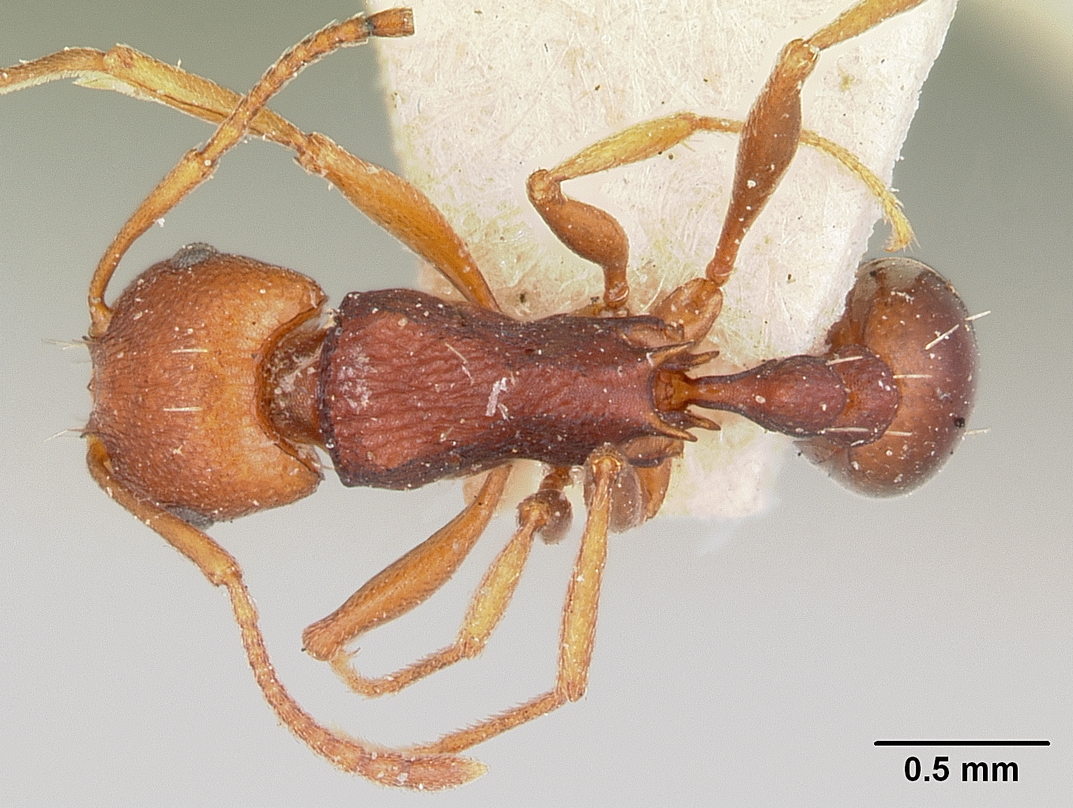
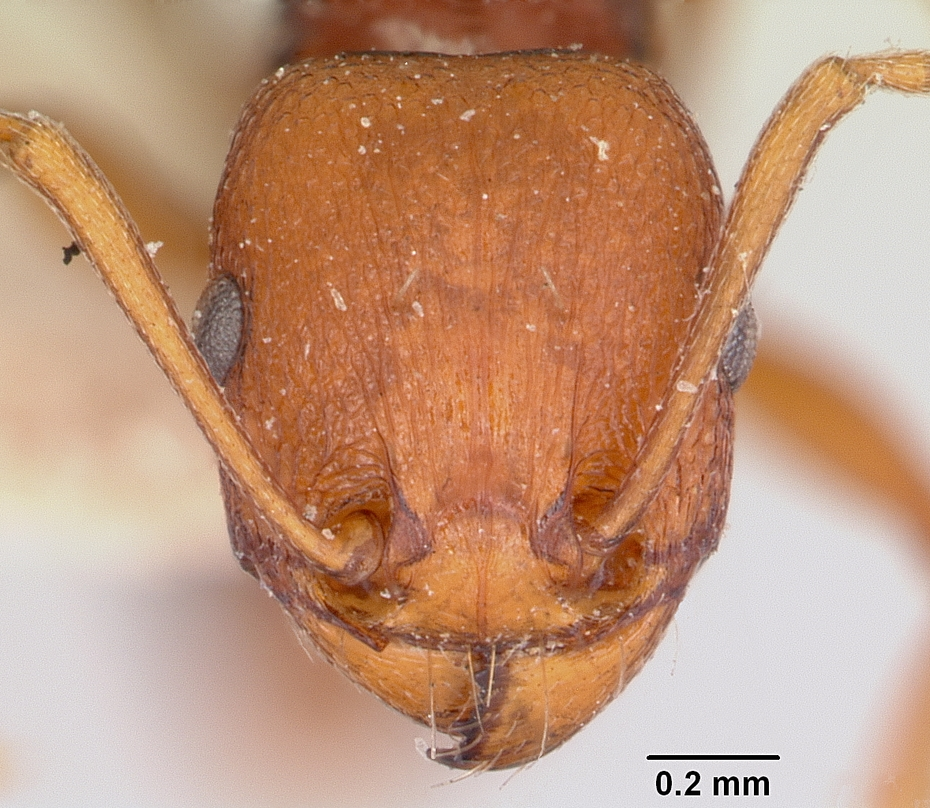
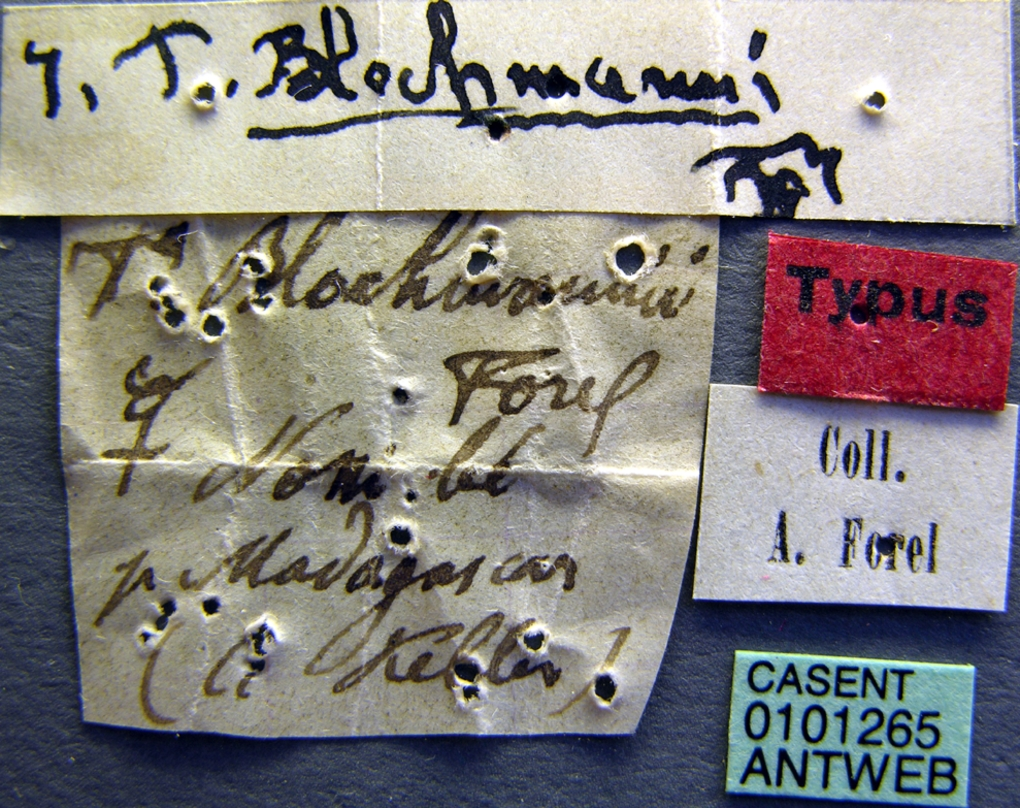
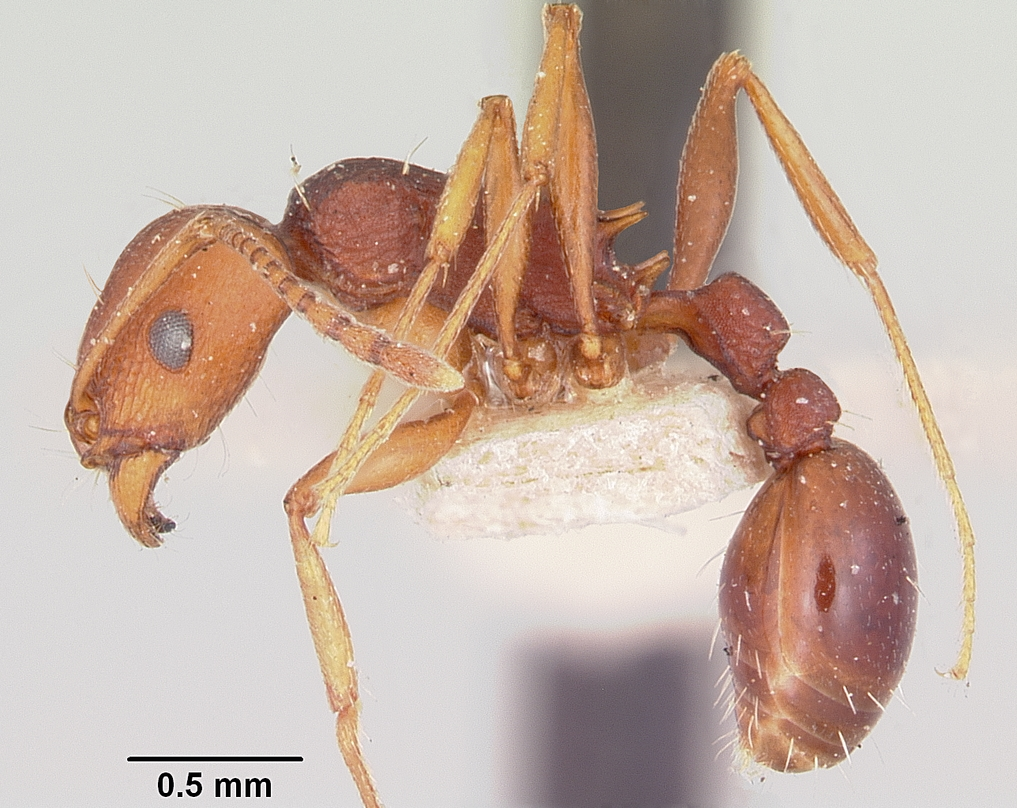
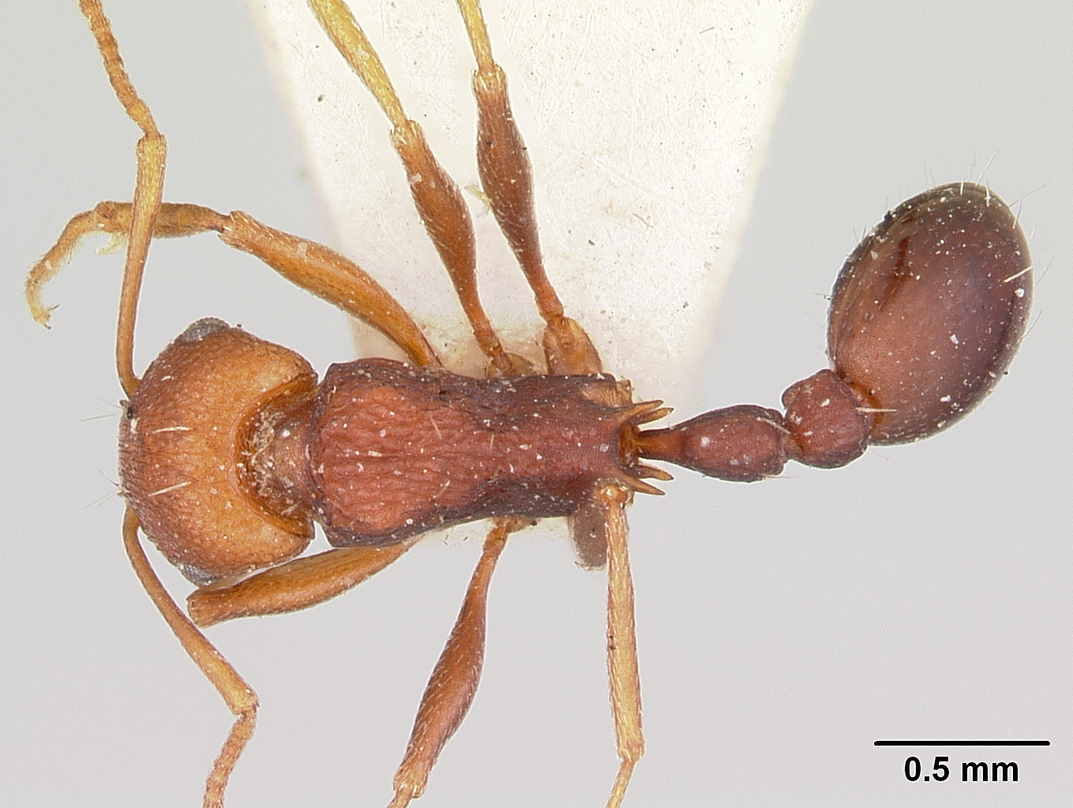
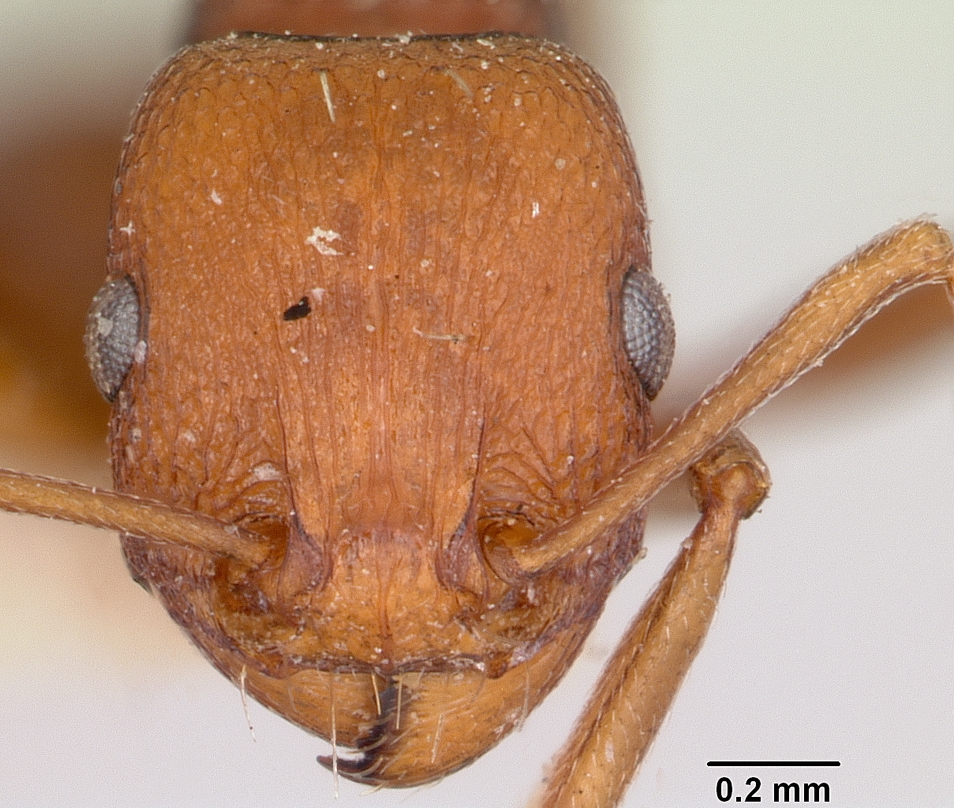